# Engoniophos
Engoniophos is een geslacht van weekdieren uit de klasse van de Gastropoda (slakken).

## Soorten
- Engoniophos erectus (Guppy, 1873) †
- Engoniophos unicinctus (Say, 1826)